# نیکولای حبیبولین
نیکولای حبیبولین (روسی: Николай Александрович Хабибулин؛ IPA: [xəbʲɪˈbulʲɪn]؛ زادهٔ ۱۳ ژانویهٔ ۱۹۷۳) بازیکن هاکی روی یخ اهل روسیه بود.
وی همچنین برندهٔ جوایزی همچون جام استنلی شده‌است.
از باشگاه‌هایی که در آن بازی کرده‌است می‌توان به ادمونتون اویلرز، تمپا بی لایتنینگ، و فینیکس کایوتیس اشاره کرد.